# Lee Evans (actor)
Lee Evans (Avonmouth, 25 de febrero de 1964) es un comediante, músico y actor británico.

## Biografía
Evans nació en Avonmouth, Bristol, Inglaterra, hijo de Dave Evans, un actor de un club nocturno. Cursó su secundaria en la escuela The Billecray School, Billericay, Essex. Se mantuvo dos años en la escuela de arte en el condado de Essex, después Evans decidió a seguir en los pasos de su padre en el negocio del entretenimiento. En su adolescencia se trasladó a Rhyl, Gales, donde fue baterista en una banda de punk rock llamado The Forgotten Five.
En 1984, se casó con Heather Nudds, con quien tiene una hija Mollie Joan, nacida en 1993. En la actualidad vive en Billericay, Essex.

## Comedia Stand Up
Evans saltó a la fama en la década de 1990, siendo conocido por su fuerte, caliente, sudoroso, con energía en el escenario, las voces y muy humorística observación de comedia física. Su estilo de payasadas, humor físico ha dado lugar a frecuentes comparaciones con Norman Wisdom, aunque no considera Evans Sabiduría como una influencia. En su trabajo anterior, que utiliza a menudo un personaje llamado Malcolm disfuncionales para ilustrar cómo se ve en caracteres inusuales el mundo. En 1993, Evans ganaron el Premio Perrier Comedia por su trabajo en el Festival de Edimburgo.
Una de las marcas de las actuaciones Evans es su inocencia. Durante la mayor parte de su carrocería, interpretaciones o ejecuciones, que a menudo tiene un entreacto, durante el cual los cambios en un traje completamente diferente, él dijo una vez que lo hizo porque estaba "nervioso como una monja en espera de resultados de las pruebas de su embarazo". Él ha dicho también que se adapte a su forma regular después de tirar un solo desempeño, principalmente por el sudor, con la limpieza en seco se niegan a tratarlos. Un vídeo muestra en la apertura de su Big Tour 2008 parodias su sweatiness mostrando Lee pánico en su camerino antes de caminar sobre el escenario, lo que resulta en su vestidor está inundada.
La segunda marca es La Lee Evans Trio, que consta de él desnudo en una etapa, en un centro de atención, imitando a una grabación de sonido instrumental; el centro de atención se apaga, sólo para reaparecer en otra ubicación, a la que Evans ha pasado durante el apagón , y donde está jugando ahora imitando un instrumento diferente. Mimos que en tres lugares, con un imaginario batería, contrabajo y piano.
Una tercera marca es su aparente "miedo". En el inicio de su acto que a menudo va a pretender tener el micrófono o el cable enredado arrojado sobre su hombro, o incluso que no funciona (que va a empezar a hablar, pero nada se oye, hasta el final de un gag o es cuestión de repente audible). Se pueden pasar los primeros minutos senderismo como si él no puede recordar lo que vino en el escenario para. A menudo se inclinará el micrófono de pie y pretender ametralladora a la audiencia, una vez más como una reacción nerviosa y supone "tiempo de llenado".
Evans también es conocido por la realización de parodias musicales al final de cada concierto, por lo general su mundialmente famoso mimo a la canción de Queen "Bohemian Rhapsody" se realiza como un bis.
En noviembre de 2005, Evans rompió el récord mundial para un solo acto a realizar la mayor audiencia comedia, jugando a 10.108 en el Manchester Evening News Arena, rompiendo el récord anterior de 8.700 establecido por Eddie Izzard.
Evans Bretaña gira con un nuevo stand-up acto de "Big", en el otoño de 2008, con un DVD de la gira en libertad el 24 de noviembre de 2008. Esta participación estaba prevista para la primera actuación de un comediante en el O2 Arena de Londres hasta Chris Rock anunció las fechas que se llevaría a cabo en el lugar antes de Evans. El DVD se convirtió en la mejor comedia de la venta de DVD en Gran Bretaña para la Navidad de 2008, la venta de más de un millón de copias.
Evans acaba de terminar su Big Tour en todo el Reino Unido, y ha desempeñado muchos agotado muestra en esta gira, como en Londres y Belfast. Durante esta visita se realizó frente a más de 500.000 personas en 59 fechas.

## Otras actuaciones
Evans ha hecho una serie de apariciones en el cine, principalmente en Funny Bones, MouseHunt, There's Something About Mary, El quinto elemento, El Hombre Damas, The Martins y The Medallion. Evans también la voz de tren en la película de 2005 Pollux: Le Manège enchanté.
De 1993-1994 Evans apareció en el show Viva Cabaret!, Como anfitrión y como artista invitado. En 1996, Evans protagonizó en Canal 4 de la serie, El mundo de Lee Evans. En 2001, escribió una comedia llamada ¿So than Now?.
En 2004 protagonizó un paranoico como sospechoso de asesinato en su primer papel no cómico en la película Freeze Frame. Aunque advirtió que nunca podrán volver, se afeitó las cejas (así como su pelo).
De 2004 - 2005 jugó Leo Bloom en el Londres de la producción de The Producers junto con Nathan Lane, con quien también protagonizó MouseHunt, en el que desempeñó hermanos. En 2007 apareció en el 50 º Anniversay producción de los mudos Camarero. Mayo de 2007 lo vio en la estrella de televisión de teatro The History of Mr. Polly.
Evans también es un cantante y músico como se muestra en la XL Lee Evans Live Tour 2005. Puede desempeñar una variedad de instrumentos, incluyendo la mandolina, el ukelele, la guitarra, el bajo, el teclado electrónico, piano y batería.
También tiene su propia compañía de producción que produce su pie DVD llamado Pequeño Mo Films, el nombre de su hija a quien se refiere en su actuar como poco MO.
Evans apareció como Malcolm Taylor, un científico galés perteneciente a UNIT en el episodio especial de Doctor Who emitido en 2009 durante pascua "El Planeta de los muertos".